# سفارة إسبانيا في السويد
سفارة إسبانيا في السويد هي أرفع تمثيل دبلوماسي لدولة إسبانيا لدى السويد. تقع السفارة في ستوكهولم وهي تهدف لتعزيز المصالح الإسبانية في السويد.

## وصلات خارجية
- قائمة سفارات إسبانيا
- قائمة السفارات في السويد